# Ábdera (Espanha)
Ábdera foi uma antiga cidade portuária situada na costa sul da Espanha, entre Malaca (agora Málaga) e Nova Cartago (agora Cartagena), no distrito habitado pelos bastetanos ou bástulos. Localiza-se em uma colina sobre a atual Adra, província de Almeria.
Foi fundada como uma estação de comércio por parte dos cartagineses, e após um período de declínio passou a fazer parte dos domínios romanos, tornando-se uma das cidades mais importantes da província de Bética.
As moedas mais antigas da cidade possuem a inscrição fenícia abdrt com a cabeça de Héracles (Melkarth) e um atum; as moedas de Tibério (quem parece ter tornado o lugar numa colônia) mostram o templo principal da cidade com dois atuns na vertical em forma de colunas.